# میدان ولی‌عصر
میدان ولیعصر یا میدان سازه شاه (که پیش از انقلاب ۱۳۵۷ ایران میدان ولیعهد نام داشت)، یکی از میدان‌های اصلی شهر تهران است. این میدان در نقطهٔ برخورد خیابان ولیعصر، بلوار کریمخان زند و بلوار کشاورز قرار گرفته است. سینما قدس در ضلع جنوب غربی و همچنین سینما استقلال و سینما آفریقا در خیابان ولی‌عصر بالاتر از میدان ولیعصر قرار دارند.
پروژه بازسازی میدان ولیعصر در ماه‌های پایانی سال ۹۵ آخرین عملیات عمرانی خود را سپری کرد و در ۷ طبقه و با ۴۵ هزار متر ساختمان قابل بهره‌برداری در اسفند ماه افتتاح شد. پروژه پلازا میدان ولیعصر راه دسترسی مستقیم به خط ۳ و ۶ مترو تهران را فراهم کرده است. آخرین پوستر در آبان ۱۴۰۳، در طی عملیات وعده صادق۲ پوستری از آسیبات به اسرائیل بود ، که رویش نوشته بود ؛ اگر جنگ میخواهید ما استاد جنگیم.

## ساخت ایستگاه مترو
از سال ۱۳۸۷، همزمان با عملیاتی شدن ساخت فاز نخست خط ۳ متروی تهران، کارگاه عملیاتی احداث ایستگاه مترو در میدان ولیعصر فعال شد. ایستگاه مربوط به خط ۳ در عمق ۱۱ متری و ایستگاه مربوط به خط ۶ در عمق ۴۵ متری نسبت به سطح زمین ساخته شده‌اند.

## بیلبورد
از سال ۱۳۹۱ در بخش شمال غربی این میدان فضایی برای بیلبورد تعبیه شده که محتوای آن در مناسبت‌های مختلف تغییر می‌کند. بهره‌برداری از این فضا در اختیار سازمان هنری رسانه‌ای اوج وابسته به سپاه پاسداران قرار دارد و از آن برای به نمایش گذاشتن تصاویر گرافیکی در رابطه با مناسبت‌ها استفاده می‌شود. مساحت این دیوارنگاره در حدود ۸۷۸ متر مربع است. این دیوارنگاره، دارای عناوین مختلفی بوده است، همانند:
- عدو که خنجر خود می‌زند از پشت، نشد حریف پدر، کودکش را کُشت.
- دل ما معدنِ درد است و نفَس شعله آه ...
- معصوم تر، که بُود از این کودکان پاک؟

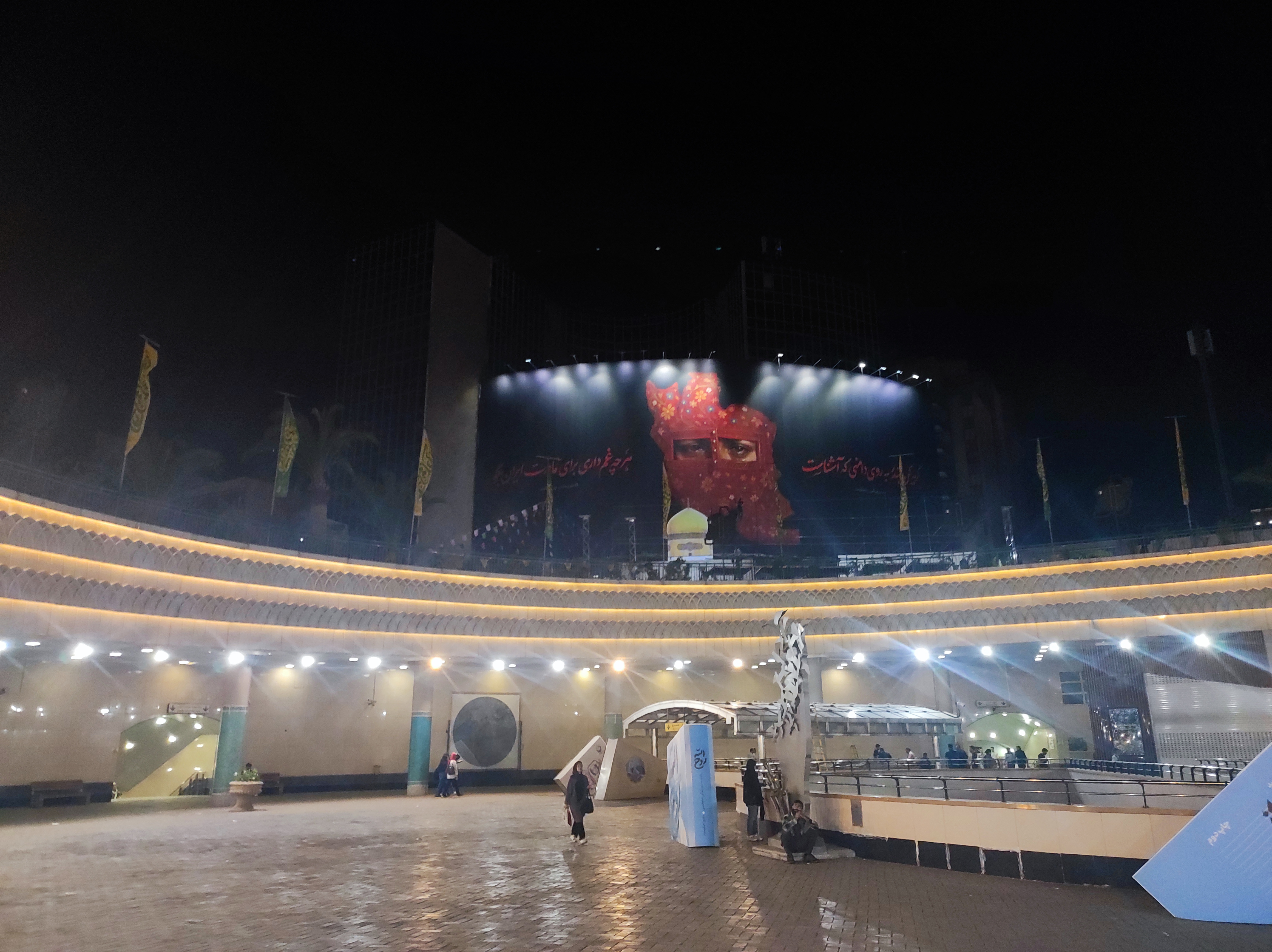
تصویری از بیلبورد میدان ولیعصر با شعر «گریه کن بندر به روی دامن که آشناست/هرچه غم داری برای مادرت ایران بگو» در روزهای پس از انفجار اسکله شهید رجایی، از دیدِ داخل متروی میدان ولیعصر.

- یا  منصور  امت.
- همدردتم رفیق.

و غیره.

## نگارخانه

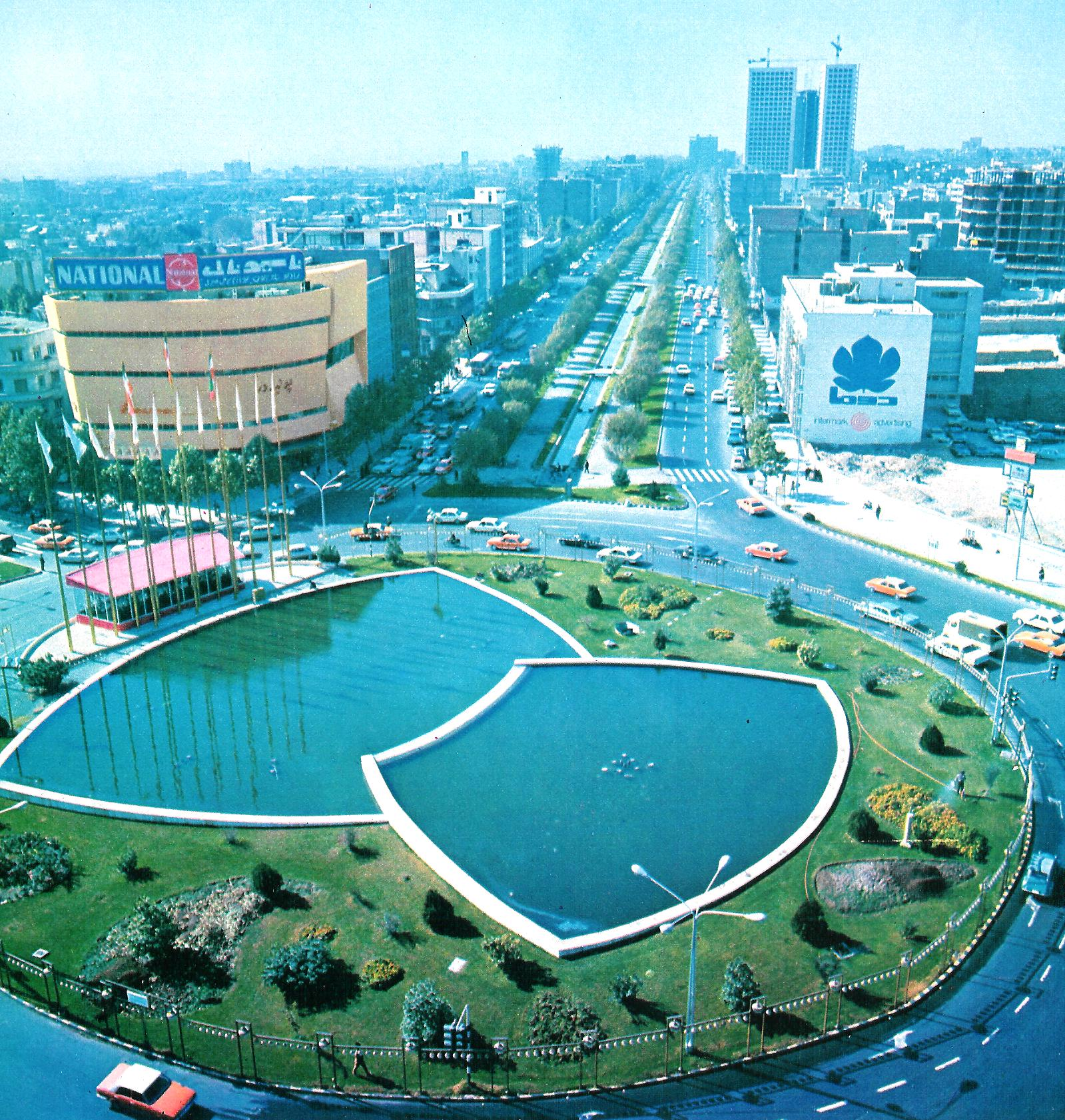
میدان ولیعهد در سال ۱۳۵۶
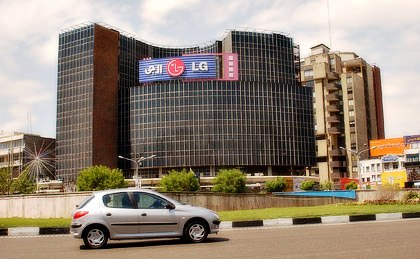
میدان ولیعصر در سال ۱۳۸۷